# Вершинцево
Вершинцево (рос. Вершинцево) — присілок в Себезькому районі Псковської області Російської Федерації.
Населення становить 1 особу. Входить до складу муніципального утворення Муніципальне утворення Сосновий Бор.

## Історія
Від 2015 року входить до складу муніципального утворення Муніципальне утворення Сосновий Бор.

## Населення
| 2001 | 2002 | 2010 |
| ---- | ---- | ---- |
| 1    | ↘0   | ↗1   |